# برگ‌بیدسانان
برگ‌بیدسانان (نام علمی: Commelinales) نام یک راسته از تک‌لپه‌ای‌ها است.